# George Ernst von Czettritz und Neuhaus
George Ernst von Czettritz und Neuhaus (geb. 6. Januar 1714 in Neudorf; gest. 28. August 1795 in Damnig) war ein preußischer Landrat.

## Leben

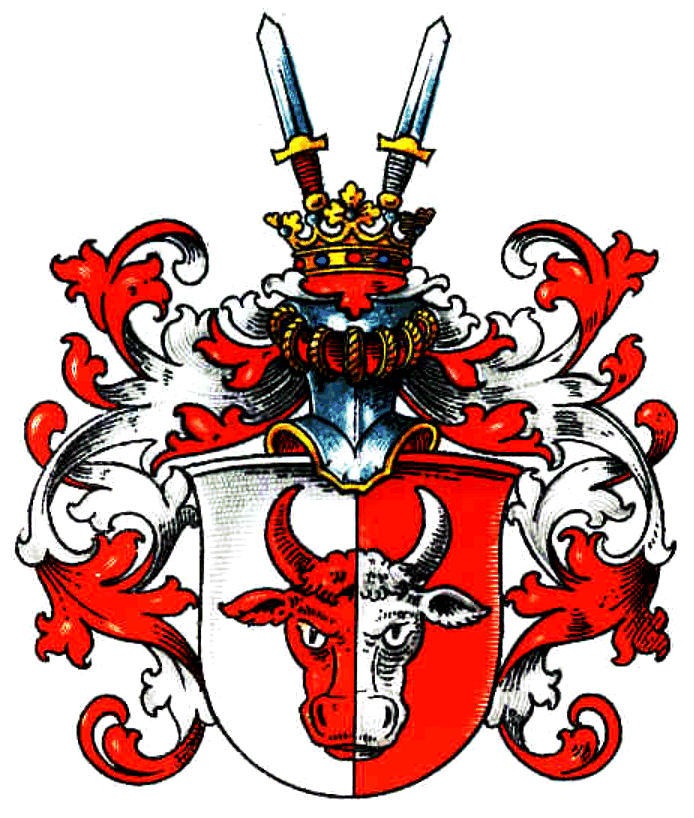
Wappen derer von Czettritz

George Ernst von Czettritz und Neuhaus war Angehöriger des schlesischen Adelsgeschlechts Czettritz. Seine Eltern waren Ernst Albrecht von Czettritz und Neuhaus (1677–1717), Erbherr auf Neudorf und Heinrichau und Anna Cunigunde Charlotte (1687–1722), geb. Freiin von Eben. Nach dem Besuch einer Schule in Schweidnitz trat er 1729 der kursächsischen Armee bei, die er 1742 im Rang eines Leutnants verließ. Nach seiner Militärzeit wirkte er langjährig als Kreisdeputierter, bevor er 1764 Nachfolger von Christian Sylvius von Monsterberg als Landrat des Kreises Namslau ernannt wurde. Das Amt übte er bis zu dem von ihm gewünschten Abschied im Jahr 1790 aus, Nachfolger wurde der gleichnamige Sohn seines Amtsvorgängers Christian Sylvius von Monsterberg.

## Persönliches
George Ernst von Czettritz und Neuhaus saß zunächst auf Belmsdorf und nachmals in Krickau. Er war insgesamt 3 mal verheiratet.
- 1. Ehe am 15. Mai 1743 mit Charlotte Sophie von Prittwitz und Gaffron (* 8. August 1723; † 28. Januar 1759) aus dem Hause Stronn.
- 2. Ehe am 22. August 1759 mit Christine Friederike von Seidlitz (* 1719; † 15. April 1785) aus dem Hause Kuhne.
- 3. Ehe am 3. Januar 1786 mit Helene Rosine von Prittwitz (* März 1742; † 2. Oktober 1810) aus dem Hause Paulsdorf.